# Enochrus consortus
Enochrus consortus är en skalbaggsart som beskrevs av Green 1946. Enochrus consortus ingår i släktet Enochrus och familjen palpbaggar. Inga underarter finns listade i Catalogue of Life.